# Robert McLiam Wilson
Robert McLiam Wilson (? –) északír regényíró.

## Élete
Belfast New Lodge negyedében született, majd Turf Lodge-ba és a város más helyeire költözött.
A St Malachy's Főiskolán tanult, angolt pedig a cambridge-i St Catharine's College-ban; azonban otthagyta az iskolát, és rövid ideig hajléktalan volt. Életének ez az időszaka mélyen befolyásolta későbbi életét és műveit.
Wilson Párizsba költözött, ahol a Charlie Hebdo és a Libération című lapoknak ír. Alkalmanként a The Guardiannek, a Corriere della Serának és a Le Monde-nak is ír.

## Munkái
McLiam Wilson három regényt írt: Ripley Bogle (1989), Manfred's Pain (1992), Eureka Street (1996)
A Ripley Bogle egy londoni hajléktalan férfiról szól. Az Eureka utca két belfasti barát, egy katolikus és egy protestáns életére összpontosít, röviddel az IRA 1994-es tűzszünetei előtt és után. Az Eureka Street BBC televíziós adaptációja 1999-ben került adásba.
Emellett szerzője egy szegénységről szóló ismeretterjesztő könyvnek, a The Dispossessed-nek (1992), és televíziós dokumentumfilmeket is készített a BBC számára. Következő regényének, az Extremistsnek a bemutatását újra és újra elhalasztották.

## Kritikai áttekintés
Munkásságát „meglepően eredetinek”, valamint „a zavargások kezdete óta Észak-Írországból kibontakozó egyik legbefolyásosabb irodalmi hangnak” nevezték, „aki megkérdőjelezte a kortárs írségről alkotott képet”.

## Díjai
2003-ban a Granta magazin a 20 legjobb fiatal brit regényíró közé választotta, annak ellenére, hogy 1996 óta nem publikált új angol nyelvű művet.
A Ripley Bogle 1989-ben elnyerte a Rooney-díjat és a Hughes-díjat, 1990-ben pedig a Betty Trask-díjat és az Ír Könyvdíjat.

## Könyvei
- Ripley Bogle (1989)
- Manfred's Pain (1992)
- Eureka Street (1996)[(-φ)]
  - Az Euréka utca – József Attila Kör, Budapest, 2002 · ISBN 9789639450257 · Fordította: Kéri Rita

## Fordítás
- Ez a szócikk részben vagy egészben  a   Robert McLiam Wilson című angol Wikipédia-szócikk ezen változatának fordításán alapul.  Az eredeti cikk szerkesztőit annak laptörténete sorolja fel. Ez a jelzés csupán a megfogalmazás eredetét és a szerzői jogokat jelzi, nem szolgál a cikkben szereplő információk forrásmegjelöléseként.